# چارلز بی. رنگل
چارلز بی. رنگل (به انگلیسی: Charles B. Rangel) (۱۱ ژوئن ۱۹۳۰ – ۲۶ مه ۲۰۲۵) نمایندهٔ حوزه انتخابیه سیزدهم نیویورک از حزب دموکرات ایالات متحده آمریکا در مجلس نمایندگان ایالات متحده آمریکا بود که برای نخستین‌بار در ۳ ژانویه ۱۹۷۱ میلادی به‌عضویت این مجلس درآمد.

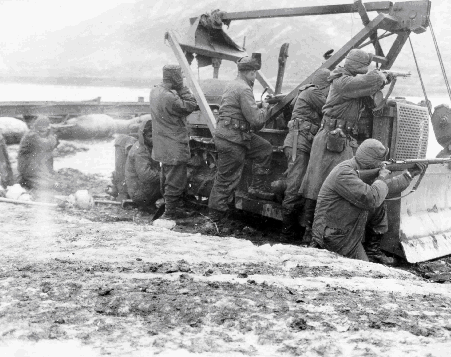
یک واحد از لشکر دوم پیاده‌نظام در نزدیکی رنجلز، در حال نبرد کونوری در نوامبر ۱۹۵۰، در طول جنگ کره.